# Albert Rosenfield
Albert Rosenfield – krótkotrwały zespół muzyczny działający w latach 1994–1998. Został założony przez braci Jacka „Jacko” (z zespołu Hey) i Marka „Bruno” Chrzanowskich (z zespołu Wilki) (gitara basowa).  Pozostali członkowie zespołu to Wojtek Kuzyk (gitara basowa – gra między innymi z Kasią Kowalską i Urszulą), Piotr „Posejdon” Pawłowski (perkusja – grupa Closterkeller) oraz Tomasz „Titus” Pukacki (gitara basowa, śpiew z Acid Drinkers).
Nazwa zespołu powstała od imienia i nazwiska agenta FBI z serialu Miasteczko Twin Peaks,  ponadto jedna z płyt nazywa się Twin Pigs. Zespół nagrał dwie płyty, na których wszyscy muzycy normalnie grający na gitarach basowych zagrali na innych instrumentach; jedną z piosenek na ich debiutanckim albumie skomponowała Edyta Bartosiewicz.

## Dyskografia
- The Best Off… (1995)
- Twin Pigs (1997)

## Wyróżnienia
- Nominacja do nagrody Fryderyk 1995 w kategorii Album roku – muzyka alternatywna (album The Best Off…)[2]
- Nominacja do nagrody Fryderyk 1997 w kategorii Album roku – hard & heavy (płyta Twin Pigs)[3]